# Sulz (Beieren)
Sulz is een rivier in Beieren (Duitsland), die behoort tot het stroomgebied van de Donau.
Na dertig kilometer mondt de rivier uit in de Altmühl.